# 宮武京一
宮武 京一（みやたけ きょういち、1882年10月6日 - 1972年3月26日）は、日本の柔道家（講道館9段・大日本武徳会範士）。
少年時代より学んだ無相流柔術を礎に、大日本武徳会や講道館で柔道を本格的に修行した。郷里の香川県に帰ってからは全日本選士権大会に出場する傍らで、学生や警察、一般の柔道愛好家など分け隔てなく多くの後進の指導に当たり、同県下における斯道の普及と発展に多大な功績を上げた。香川県柔道連盟初代会長。

## 経歴
1882年、父・宮武浪次郎と母・やすの間の長男として香川県綾歌郡飯野村（現・宇多津町）鍋谷で生まれた。父の浪次郎は無相流2代目中條勝次郎澄靖の門下であり、千田源次郎・綾野喜一・福井利吉と共に“無相流の四天王”と称される柔術の腕前であった
京一は13歳の頃より父が経営する鍋谷道場で柔術を仕込まれた。身長168cm・体重70kgの体躯は当時でも小さくは無かったが、顔色一つ変えずに重さ約100kgの力石を持ち上げたという逸話が残っている。16歳になると高松に出て無相流の傑物・松井三蔵の元で一層修業に励み、この時の弟弟子には3歳年下の岡野好太郎らがいた。このほか多度津の吉田定次や山本和五郎の道場でも汗を流している。宮武は当初は柔道の専門家になろうという意志は無かったが、その技が益々冴えを見せると1903年には目録免許皆伝、「地元では修行にならぬ」と京都の大日本武徳会の柔道甲種講習生として、磯貝一・永岡秀一・佐村嘉一郎ら後に講道館10段に列せられる大家達に師事した。この頃には、深夜の吉田山で磯貝一と共に松の大木に向かって一人打込みをした逸話が残っている。
| 段位 | 年月日         | 年齢 |
| ---- | -------------- | ---- |
| 入門 | 1910年12月16日 | 28歳 |
| 初段 | -              | -    |
| 2段  | 1911年12月15日 | 29歳 |
| 3段  | 1912年11月17日 | 30歳 |
| 4段  | 1919年5月25日  | 36歳 |
| 5段  | 1924年1月13日  | 41歳 |
| 6段  | 1931年1月25日  | 48歳 |
| 7段  | 1937年12月22日 | 55歳 |
| 8段  | 1945年5月4日   | 62歳 |
| 9段  | 1958年5月5日   | 75歳 |

大日本武徳会の初段であった1910年12月には恩師・永岡の推薦により上京して講道館へ入門、無相流譲りの寝技に加え、立っては払腰や内股、支釣込足、払釣込足に妙を得ていた。
1911年12月に2段、翌12年には大日本武徳会の精錬証と講道館の3段位を許された。この頃の講道館3段位は全国的に見ても希少であり、立派に柔道教師が務まったという。
宮武はこの在京時代の3年間、講道館の紅白試合と月次試合、大日本武徳会の武徳祭には欠かさず出場して活躍し、後に「試合の思い出というものは大して記憶に残っていない」と前置きしつつも、「相手が誰であっても別に負ける気はしなかった」「割合坦々たる気持ちで試合に出る事ができた」と述べている。
1911年に郷里の飯野村に帰った宮武は、大日本武徳会香川県支部主任教授や香川県警察部師範、旧制高松中学校（現・県立高松高校）、香川県師範学校、高松商業学校（以上、現・香川大学）、県立工芸学校（現・県立高松工芸高校）、旧制高松第一中学校（現・高松第一高校）にて柔道教師を務め、1944年まで約30年間に渡りこの多忙な指導者生活を続けて数多の門人を輩出した。島利吉・村井真一（いずれも後講道館8段）に1932年の全日本選士権を獲得する吉本官次を加えた3人が“宮武門の三羽鳥”として有名であるが、この他にも柏原俊一・長曽我部静・三好暹・生駒正直・岩崎正義ら錚錚（そうそう）たる顔触れがあった。旧制高松中学校では門生達が、むっつりとした静かな表情に父性愛を包みどっしりと構える宮武を“お父つぁん”と呼び慕っていたという。またこの間、宮武は香川武徳殿の建設に奔走したりもしていた。
1914年4月の香川県柔道有段者会の発足に当たっては、嘉納治五郎講道館長や永岡秀一ら柔道界の重鎮の参席の元で盛大に発会式を執り行った。この有段者会は戦後に香川県柔道連盟となり、宮武は初代会長を務めた。
またこの年、青少年育成の場として高松市兵庫町に修道館道場を開設している。
このほか、1921年に講道館が主催して柔術各流派の形の演武会が開催された際には、無相流代表としてこれを演じ名声を博した。1924年には1月に講道館から5段位、半年後の7月に大日本武徳会から教士号をそれぞれ拝受している。
また四国4県による柔道連盟の結成を提唱して1932年9月に実現するまで奔走し、以後は毎年の対県対抗試合を開催、会長は後進に委ねて自信は最高顧問に就任するなど、香川のみならず四国柔道界の振興に尽力した。

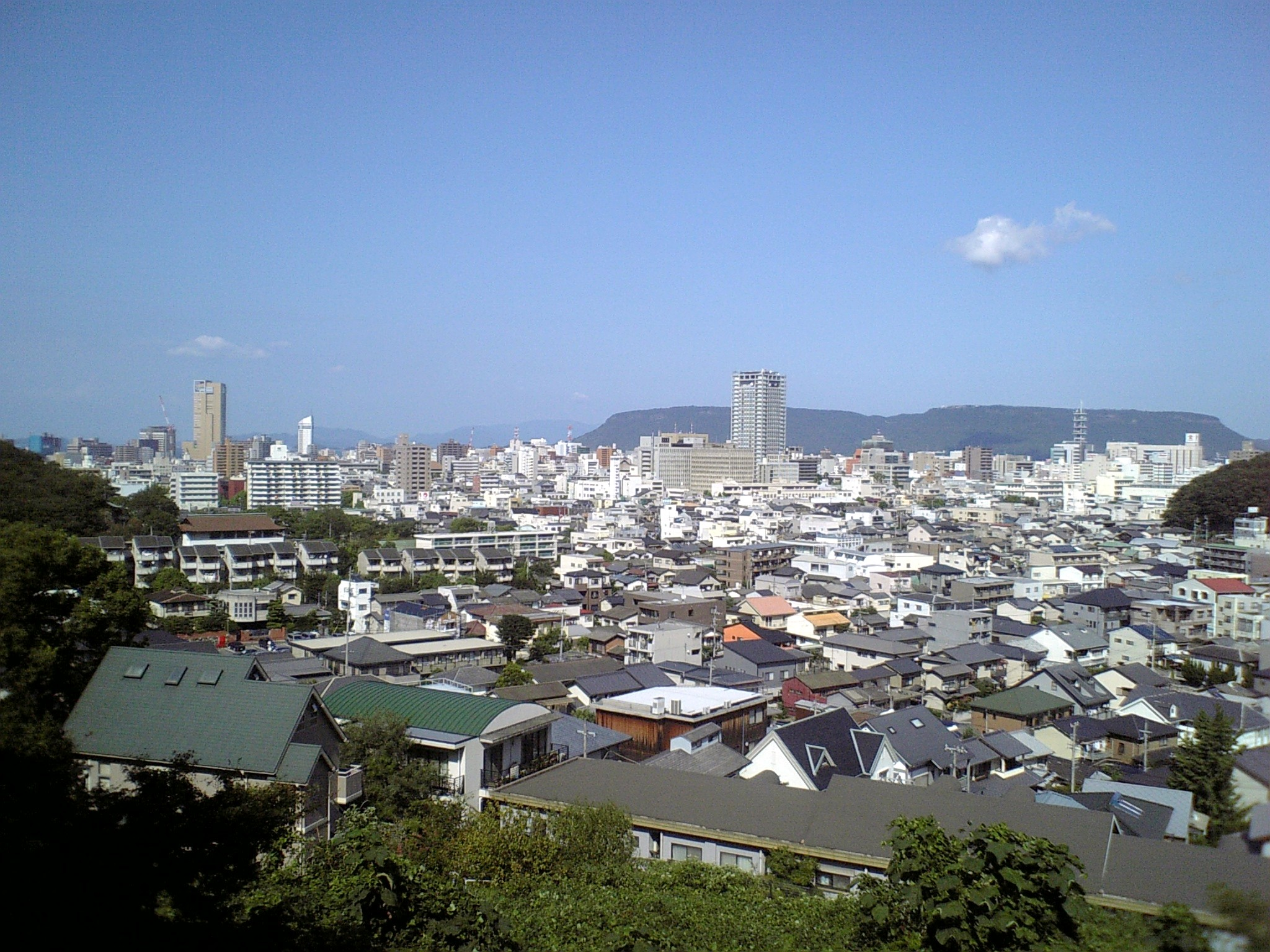
宮武が生涯の多くを過ごした高松の現在

宮武の現役時代は柔道大会自体が決して多くはなかったが、それでも先述の通り講道館各種対抗試合のほか、大日本武徳会の武徳祭には1904年から1944年まで毎年欠かさず出場した。1928年11月に昭和天皇即位の礼（御大礼）を記念し御大礼奉祝演武大会が催された際には名誉ある指定選士として選ばれ、また1932年11月には第3回全日本選士権大会の専門成年後期の部にも出場、福井の大豪・森岡梅吉4段との激闘の末に決着が付かず抽選で敗れたものの、香川県柔道界の第一人者としての勇名を全国に轟かせた。1945年5月に大日本武徳会の柔道範士号、1958年5月には講道館より9段位を受けている。
1972年に89歳で他界するまで70年近くもの永きに渡り県下で柔道家達の指導に当たった宮武だが、とりわけ旧制高松中学校が3度の全国制覇を成し遂げた事と高松青年団が全国優勝した事は特筆される。宮武が「本県の柔道家の人達は、言わば皆私の可愛い弟子達」と述懐していた通り、大正・昭和という時代を通じ、香川県で柔の道を志した者で宮武の世話にならなかった者は誰1人いなかったという。こうした功績から、1965年には体育功労者として文部大臣表彰と生存者では異例ながら勲四等瑞宝章瑞宝章を授与され、「身に余る光栄と感激」と述べていた。
宮武は柔道への厳しい姿勢とは裏腹に、趣味では園芸や茶道に嗜（たしな）む一面もあった。またプライベートでは夫人・久子との間に6人の息子を儲けて、いわゆる武道一家であった。長男の輝義は柔道2段で旧制高松中学校・香川県師範学校を卒業後に檀紙村（現・高松市）の小学校で教鞭を取ったが僅か4ヵ月で病死、次男・修一は香川県警察に奉職し同6段の腕前、三男・康夫は高松商業学校を経て安田火災海上保険（現・損害保険ジャパン）の社長・会長を歴任するなど政財界で活躍し、後には講道館評議員や全日本柔道連盟理事にも就任した。四男・教夫は武道専門学校に進んで首席で卒業、武道家としての将来を嘱望されたがビルマ戦線で戦死、五男・寛は大阪造幣局に勤めながら剣道修行に邁進し、六男・健次は戦時中に少年航空兵として従軍、戦後は警察官となって柔道は5段位であった。

## 主張
宮武は1966年発刊の『讃岐柔道史』の談話の中で、香川県武道館の落成の慶びと同時に現代柔道に関する所見を述べており、その内容は大略以下の通りである。
柔道に限らず全ての武道は礼に始まり礼に終わらなければならないが、今の柔道はいわゆる“スポーツ化”をしてしまっていて乱れている。柔道場は道の場、すなわち精神修養の場であり、昔の道場は無駄口1つ聞こえず、聞こえるものは裂帛の気合だけでそこには真剣味が満ち溢れていた。宮武自身も全国の道場を武者修行で廻った際には、道場に一歩足を踏み入れただけで、その道場の強弱が空気で察知できたという。そして道場に入る際には、他に誰もいなくても必ず正座し一礼してから入ったものだ、と続けている。
またアントン・ヘーシンクが1965年第4回世界選手権大会にて重量級で優勝した直後に引退を表明し、無差別級への出場を取り止めた事について、「試合が決まっていて卑しくも棄権したり引退するという事は考えられない」と批判すると同時に、そのヘーシンクに負けを取るという事は、やはり日本柔道のどこかに欠点がある、とも指摘していた。「日本人の体が小さいから巨漢のヘーシンクには敵わないというのは、私（宮武）には合点がいかない」「体が小さいなら小さいなりに、体の大きな相手を倒す術が自らある筈である」と憂いていた。
また、一時軽視されがちにあった寝技については、やはり柔道は立技・寝技を両立させるべきとも語っている。

## 記念碑
讃岐国無相流新柔術免許皆伝
中条流四天王 宮武浪次郎・京一師範碑
香川県綾歌郡宇多津町、鍋屋倫言山善光寺の横にある顕彰碑
宮武京一の生年である明治15年10月6日の日付と宮武柔道修武館鍋屋道場の文字が刻まれている。